# Campionati del mondo a squadre di marcia 2018 - 50 km femminile
La gara di 50 km di marcia femminile si è svolta il 5 maggio 2018 a Taicang, Cina.
È stata la prima gara internazionale femminile sulla distanza.
Alla gara, cominciata alle 07:59, hanno preso parte 32 atlete. La prima a giungere al traguardo é statao la cinees Liang Rui, stabilendo anche il record del mondo sulla distanza con un tempo di 4 ore, 4 minuti e 36 secondi.

## Risultati
| Pos.    | Atleta                  | Nazionalità | Tempo    | Note                                     |
| ------- | ----------------------- | ----------- | -------- | ---------------------------------------- |
| Oro     | Liang Rui               | Cina        | 4h04'36" | Record mondiale                          |
| Argento | Yin Hang                | Cina        | 4h09'09" | Miglior prestazione personale            |
| Bronzo  | Claire Tallent          | Australia   | 4h09'33" | ~                                        |
| 4       | Paola Pérez             | Ecuador     | 4h12'56  | Record sudamericano                      |
| 5       | Faying Ma               | Cina        | 4h13'28" | Miglior prestazione personale            |
| 6       | Johana Ordóñez          | Ecuador     | 4h14'28" | Miglior prestazione personale            |
| 7       | Li Maocuo               | Cina        | 4h14'47" | Miglior prestazione personale            |
| 8       | Julia Takacs            | Spagna      | 4h16'37" |                                          |
| 9       | Nastassia Yatsevich     | Bielorussia | 4h18'00" | Miglior prestazione personale stagionale |
| 10      | Nadzeya Darazhuk        | Bielorussia | 4h18'31" | >                                        |
| 11      | Magaly Bonilla          | Ecuador     | 4h19'04" | ~                                        |
| 12      | Khrystyna Yudkina       | Ucraina     | 4h22'15" | Record nazionale                         |
| 13      | Vasylyna Vitovshchyk    | Ucraina     | 4h24'08" | >                                        |
| 14      | Mayra Herrera           | Guatemala   | 4h28'30" | Miglior prestazione personale stagionale |
| 15      | Alina Tsvilii           | Ucraina     | 4h28'49" | Miglior prestazione personale            |
| 16      | Ainhoa Pinedo           | Spagna      | 4h30'02" |                                          |
| 17      | Mar Juárez              | Spagna      | 4h30'30" | Miglior prestazione personale            |
| 18      | Tiia Kuikka             | Finlandia   | 4h32'43" | >                                        |
| 19      | María Larios            | Spagna      | 4h37'43" | Miglior prestazione personale            |
| 20      | Lyudmyla Shelest        | Ucraina     | 4h37'43" | >                                        |
| 21      | Kseniya Radko           | Ucraina     | 4h38'23" | Miglior prestazione personale stagionale |
| 22      | Mariavittoria Becchetti | Italia      | 4h40'15" | Miglior prestazione personale            |
| 23      | Natalie Le Roux         | Sudafrica   | 4h48'00" | Record africano                          |
| 24      | Lucie Barritaul         | Francia     | 4h48'08" | >                                        |
| 25      | Maéva Casale            | Francia     | 4h51'13" | >                                        |
| 26      | Joci Caballero          | Perù        | 4h52'01" |                                          |
| 27      | Nair De Rosa            | Brasile     | 4h52'43" |                                          |
| 28      | Erin Taylor-Talcott     | Stati Uniti | 5h08'56" | >                                        |
| 29      | Susan Randall           | Stati Uniti | 5h12'07" | Miglior prestazione personale stagionale |
| -       | Kathleen Burnett        | Stati Uniti | dnf      | ~ >                                      |
| -       | Inês Henriques          | Portogallo  | dnf      |                                          |
| -       | Kang Zhou               | Cina        | dq       | ~ >                                      |